# گونتر زیمون
گونتر زیمون (آلمانی: Günther Simon; ۱۱ مهٔ ۱۹۲۵ – ۲۵ ژوئن ۱۹۷۲) هنرپیشه اهل آلمان شرقی بود. وی بین سال‌های ۱۹۴۸ تا ۱۹۷۲ میلادی فعالیت می‌کرد.